# Liste der Monuments historiques in Pellegrue
Die Liste der Monuments historiques in Pellegrue führt die Monuments historiques in der französischen Gemeinde Pellegrue auf.

## Liste der Bauwerke
| Bezeichnung            | Beschreibung | Standort | Kennzeichnung | Schutzstatus | Datum | Bild           |
| ---------------------- | ------------ | -------- | ------------- | ------------ | ----- | -------------- |
| Schloss Puch de Gensac |              | (Lage)   | PA00132749    | Inscrit      | 1994  | weitere Bilder |
| Kirche St-André        |              | (Lage)   | PA00083655    | Inscrit      | 1925  | weitere Bilder |
| Markthalle             |              | (Lage)   | PA33000188    | Inscrit      | 2015  | weitere Bilder |

## Liste der Objekte
- Monuments historiques (Objekte) in Pellegrue in der Base Palissy des französischen Kultusministeriums